# Мунтари, Мохаммед
Мохаммед Мунтари (араб. مونتاري محمد‎; 20 декабря 1993, Кумаси, Гана) — ганский и катарский футболист, нападающий катарского клуба «Аль-Духаиль» и национальной сборной Катара. Участник чемпионата мира 2022 года. Является автором первого гола в истории сборной Катара на чемпионате мира.

## Карьера в сборной
Мунтари родился в Гане, но в начале своей карьеры переехал в Катар и стал натурализованным гражданином. В декабре 2014 года он впервые был вызван в сборную Катара. 27 декабря 2014 года Мунтари дебютировал за сборную в товарищеском матче против сборной Эстонии и отличился забитым голом.
25 ноября 2022 года Мунтари забил гол в матче группового этапа Чемпионата мира 2022 против сборной Сенегала, который стал первым в истории сборной Катара на чемпионатах мира.

## Достижения
«Аль-Джаиш»
- Обладатель Кубка Звёзд Катара: 2012/13
- Обладатель Кубка Катара: 2014

«Аль-Духаиль»
- Чемпион Катара (2): 2016/17, 2019/20
- Обладатель Кубка эмира Катара (3): 2016, 2019, 2022
- Обладатель Кубка шейха Яссима (2): 2015, 2016